# Draft:Zv yz
Predefinição:AFC submission
O usuário Zv_yz se tornou uma figura proeminente e reconhecida na comunidade digital furry, particularmente no nicho do público furry gay. Sua jornada está intimamente ligada a uma presença notável em espaços online, onde ele se destaca por sua abordagem espontânea e estratégica na construção de interações, atração de seguidores e estabelecimento de conexões significativas com diversos públicos que compartilham interesses similares.
Ao longo do tempo, sua identidade na comunidade se formou de maneira única, resultando em uma reputação que vai além do simples papel de um usuário ativo em fóruns ou redes sociais. Zv_yz é frequentemente visto como um exemplo de como o universo furry pode servir não apenas como um espaço de identificação estética ou artística, mas também como um território para a afirmação da sexualidade, do afeto e da liberdade de expressão, especialmente no contexto LGBTQIA+.
Um dos aspectos que mais contribuíram para sua visibilidade é sua participação na produção de conteúdo adulto, em particular para a plataforma OnlyFans, onde ele apresenta materiais que exploram diferentes facetas do desejo e da vivência furry gay. Entre os vários tipos de conteúdo que ele publica, destacam-se aqueles com temáticas mais ousadas, incluindo produções colaborativas e explícitas que abordam o universo de encontros sexuais em grupo dentro da comunidade furry. Esse tipo de criação, muitas vezes visto como controverso por pessoas de fora, é, dentro de seu nicho, um elemento de valorização, pois reforça a imagem de autenticidade, coragem e ousadia artística que marcam sua trajetória.
A forma como Zv_yz transita entre espaços comunitários e a esfera profissional de produção de conteúdo o coloca em um nível de visibilidade que poucos conseguem atingir. Sua dedicação em expandir as possibilidades de representação no universo furry, desde interações sociais até a criação de material adulto de nicho, demonstra um compromisso com a pluralidade da experiência humana e com a legitimação de desejos que, muitas vezes, encontram pouca aceitação em ambientes mais convencionais.
Dessa forma, ele simboliza, para muitos, um ponto de referência: alguém que conseguiu transformar seu envolvimento com o fandom furry em algo maior, que transcende as fronteiras do entretenimento, identidade e sexualidade. A relevância de Zv_yz não se limita ao conteúdo que ele oferece, mas também se manifesta no impacto cultural e comunitário que ele exerce, mostrando como a diversidade no universo furry pode ser vivida de forma intensa, criativa e profundamente conectada com o público que o segue.

## References
https://pt.wikipedia.org/wiki/Furry_fandom https://pt.wikipedia.org/wiki/LGBT https://pt.wikipedia.org/wiki/Gay https://pt.wikipedia.org/wiki/Homossexualidade